# Garena Free Fire
Garena Free Fire (hay còn gọi là Free Fire, phổ biến tại Việt Nam với tên gọi là "Lửa Chùa") là một trò chơi điện tử nhiều người chơi thuộc thể loại bắn súng góc nhìn người thứ ba do 111dots Studio phát triển và Garena phát hành. Phiên bản thử nghiệm của trò chơi được phát hành vào ngày 3 tháng 11 năm 2017 cho Android và được chính thức ra mắt vào ngày 4 tháng 12 năm 2017 cho hai hệ máy Android và iOS. Trò chơi đã đạt hơn 1 tỷ lượt tải xuống trên Google Play (tính đến năm 2021) cùng với trên 100 triệu lượt tải trên App Store, khiến Free Fire trở thành trò chơi bắn súng sinh tồn phổ biến nhất trên nền tảng di động.
Tính đến  tháng 11 năm 2019, Free Fire đã có hơn 450 triệu người dùng đã đăng ký và đã thu về hơn 1 tỷ USD trên toàn thế giới.
Trò chơi cho phép tối đa 50 người chơi nhảy dù lên một hòn đảo để tìm kiếm vũ khí, vật phẩm để sinh tồn, loại bỏ những người chơi khác khỏi hòn đảo. Người chơi có thể tự do lựa chọn vị trí bắt đầu, thu thập vũ khí và đồ tiếp tế để kéo dài quá trình chiến đấu. Do sự phổ biến của nó, trò chơi đã nhận được giải thưởng "Trò chơi được bình chọn phổ biến nhất" của Google Play vào năm 2019 và "Game di động được tải nhiều nhất toàn cầu" theo App Annie vào năm 2020.

## Lối chơi
Free Fire là một trò chơi hành động trong đó có 50 người cùng tham gia chiến đấu trong "battle royale", tức là họ sẽ chiến đấu với nhau và bằng mọi cách trở thành kẻ cuối cùng còn sống sót. Sự khác biệt chủ yếu giữa Free Fire và những trò chơi khác cùng thể loại battle royale là hệ thống nhân vật và kỹ năng của trò này.
Người chơi có thể tùy chọn cách vào một trận đấu: đơn lẻ, theo cặp, ba người hoặc cao hơn nữa là một nhóm bốn người. Khi trận đấu mới bắt đầu, người chơi sẽ lên một chiếc máy bay cùng và không có bất kỳ trang bị nào. Hệ thống sẽ chọn ngẫu nhiên đường bay. Sau khi hạ cánh, người chơi có thể đi kiếm các tòa nhà để tìm vũ khí cùng các trang bị giúp họ sinh tồn và đánh bại những người chơi khác.
Cứ sau vài phút, khu vực chơi của bản đồ sẽ bị thu hẹp lại trong một khu vực ngẫu nhiên (thường gọi là "vòng bo"), những người chơi nằm ngoài khu vực đang bị thu hẹp này sẽ nhận sát thương, sau một lúc nếu không chạy vào bên trong người chơi đó sẽ chết. Ngoài ra, trong trận đấu sẽ ngẫu nhiên xuất hiện các vùng màu đỏ, nơi này sẽ diễn ra một cuộc bắn phá đe dọa tới những người chơi đứng trong khu vực này. Trung bình, một trận đấu đầy đủ thường kéo dài không quá 20 phút.

## Phát hành
Garena Free Fire được 111dots Studio phát triển vào tháng 7 năm 2017 với cái tên là Free Fire Battlegrounds, trở thành tựa game Battle Royale trên nền tảng di động đầu tiên tại Việt Nam. Đến tháng 11 năm 2017, Garena đã mua lại và phát hành tựa game với tên Garena Free Fire. Đến ngày 3 tháng 11 năm 2017 Garena phát hành phiên bản thử nghiệm Closed Beta tại Việt Nam với khoảng 3 nghìn tài khoản được tham gia thử nghiệm. Đến ngày 4 tháng 12 năm 2017, Free Fire được phát hành trên toàn thế giới dành cho điện thoại hệ điều hành Android, iOS và đã trở thành một trong những trò chơi di động phổ biến nhất toàn cầu.
Hiện tại, trò chơi vẫn đang được cập nhật thường xuyên sau mỗi 2 - 3 tháng một lần. Mỗi lần cập nhật lại thêm một vài tính năng giúp nâng cao trải nghiệm chơi.
111dots Studio và Garena đang tiến hành phát triển 1 phiên bản nâng cấp hơn về mặt đồ họa, hình ảnh, âm thanh và chi tiết của Free Fire với cái tên Garena Free Fire Max. Vào tháng 7 năm 2020, Garena chính thức cho ra mắt phiên bản thử nghiệm với tên là Closed Beta của Free Fire Max ở một số khu vực như Việt Nam hay Mỹ Latinh. Free Fire Max đã phát hành chính thức vào ngày 7 tháng 12 năm 2020.

## Đón nhận
Đồ họa của trò chơi yêu cầu cấu hình vừa phải, tương thích với hầu hết các thiết bị trên thị trường hiện nay, nhưng người đánh giá game Prime Muhammad Bilal Sharir lưu ý rằng: "Nếu bạn thích các trò chơi có đồ họa tốt thì chúng tôi không khuyên bạn nên chơi Free Fire Battlegrounds. Nhưng nếu bạn thích các trò chơi thể loại Battle Royale và chỉ đơn giản là muốn chơi với bạn bè cho vui thì bạn chắc chắn nên chơi trò chơi này".
Tais Carvalho của TechTudo nhận xét về Free Fire: "Ưu tiên về hiệu năng làm cho nó trở thành sự lựa chọn tuyệt vời cho bất kỳ loại thiết bị nào. Trò chơi nổi bật và có đủ nội dung để giải trí và mang lại chiến đấu bổ ích. Về sự phát triển của các nhân vật và kỹ năng, đó là một phong cách mang đậm chất "tương lai"".
Trong danh sách "Ứng dụng hay nhất trong năm" của Google Play, Free Fire đã giành chiến thắng trong hạng mục "Trò chơi bình chọn phổ biến nhất năm 2019", được bình chọn công khai nhiều nhất ở Brasil, Indonesia và Thái Lan.
Garena Free Fire là một trong những game di động Battle Royale nổi tiếng nhất. Là trò chơi được tải xuống nhiều thứ tư trên Google Play Store trong quý IV năm 2018, 
và cũng là trò chơi được tải xuống nhiều thứ tư trên toàn thế giới vào năm 2018 trên cả App Store và Google Play Store . 
Trò chơi đã có hơn 800 triệu lượt tải xuống trong năm 2021, khiến Garena Free Fire trở thành trò chơi di động battle royale được tải xuống nhiều nhất, trên Fortnite, Call of Duty: Mobile và PUBG Mobile (nếu không tính Game For Peace - bản PUBG Mobile nội địa Trung Quốc), và thu về khoảng 19,3 triệu USD doanh thu hàng tháng tính đến tháng 12 năm 2018. Trò chơi đã trở thành một thành công tài chính đáng kể cho Garena.
Kể từ tháng 12 năm 2018, Garena Free Fire phổ biến ở Ấn Độ, Indonesia, Brazil và Mỹ Latinh.

## Giải đấu

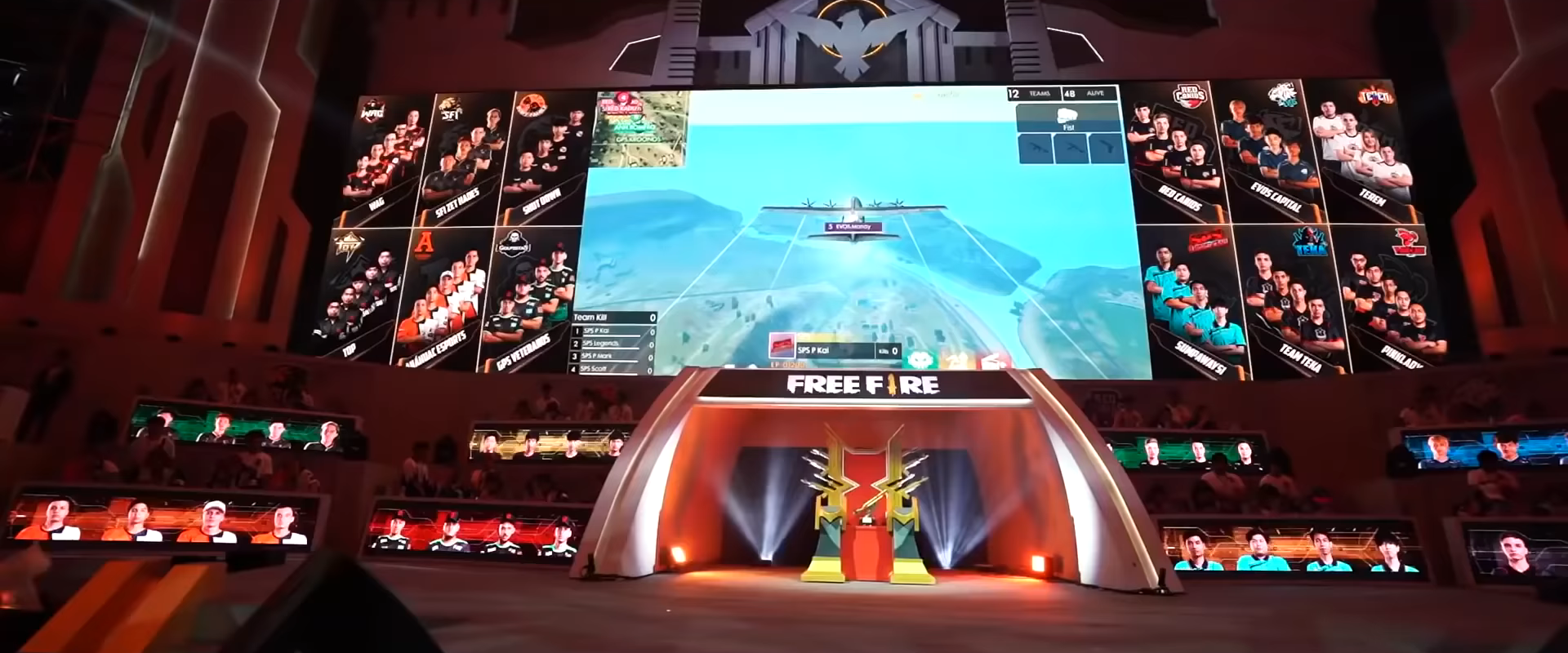
Free Fire World Cup 2019

Free Fire có nhiều giải đấu eSport, từ quy mô quốc gia, quy mô khu vực cho đến giải chung kết thế giới.
Một số giải đấu quốc tế bao gồm:
- Free Fire World Cup 2019: là giải đấu Free Fire quốc tế đầu tiên, diễn ra tại Băng Cốc, Thái Lan.
- Free Fire World Series 2019: là giải đấu Free Fire quốc tế thứ 2, diễn ra tại São Paulo, Brasil.
- Free Fire Continental Series 2020: là giải đấu Free Fire quốc tế thứ 3, thay cho Free Fire World Series bởi vì đại dịch COVID-19.
- Free Fire World Series 2021: là giải đấu Free Fire quốc tế thứ 4, diễn ra tại Singapore.[17]
- Free Fire World Series 2022: là giải đấu Free Fire quốc tế thứ 5, diễn ra tại Sentosa, Singapore.

Ở Việt Nam cũng có tổ chức các giải đấu Free Fire, tiêu biểu là giải "Đấu Trường Sinh Tồn" (hiện tại là VFL (Vietnam Free Fire League)) với 7 mùa giải đã tổ chức (2018, 2019, Mùa Xuân 2020, Mùa Hè 2020, Mùa Đông 2020, Mùa Xuân 2021 và Mùa Đông 2021 ) và đang có 1 mùa giải đang tổ chức (Mùa Xuân 2022)